# Agnieszka Grzelak (prawnik)
Agnieszka Anna Grzelak – polska prawnik, urzędniczka państwowa, doktor habilitowany nauk prawnych, profesor nadzwyczajny Akademii Leona Koźmińskiego w Warszawie, specjalistka w zakresie prawa europejskiego.

## Życiorys
W 2000 ukończyła studia prawnicze na Wydziale Prawa i Administracji Uniwersytetu Jagiellońskiego, gdzie w 2006 na podstawie napisanej pod kierunkiem Stanisława Biernata rozprawy pt. Instrumenty prawne w obszarze współpracy policyjnej i sądowej w sprawach karnych w Unii Europejskiej otrzymała stopień naukowy doktora nauk prawnych w zakresie prawa, specjalność: prawo Unii Europejskiej. W 2016 na podstawie dorobku naukowego oraz rozprawy pt. Ochrona danych osobowych w obszarze współpracy państw członkowskich UE w dziedzinie zwalczania przestępczości, uzyskała w Instytucie Nauk Prawnych PAN stopień doktora habilitowanego nauk prawnych w zakresie prawa, specjalność: prawo europejskie. Pracowała na stanowisku adiunkta w Szkole Głównej Handlowej w Warszawie. Została profesorem nadzwyczajnym w Akademii Leona Koźmińskiego w Warszawie oraz zastępcą dyrektora Zespołu Prawa Konstytucyjnego, Europejskiego i Międzynarodowego w Biurze Rzecznika Praw Obywatelskich.
Do 2017 była członkiem rady programowej „Zeszytów Prawniczych Biura Analiz Sejmowych”, z której ustąpiła powołując się na okoliczność utraty przez Biuro Analiz Sejmowych statusu niezależnej instytucji eksperckiej.
2 lutego 2024 r. została powołana na zastępczynię Prezesa Urzędu Ochrony Danych Osobowych.